# Île Argentarola
L'Île Argentarola est une île de la mer Tyrrhénienne située près de la côte occidentale de Monte Argentario. Elle se trouve à l'ouest du promontoire où se situe la Tour de Cala Moresca et la crique du même nom.
La petite île, privée de structures architecturales, présente sur sa partie septentrionale une végétation basse typique de la garrigue tandis que le versant opposé en est totalement privé.
L'île est surtout connue pour une grotte qui descend jusqu'à 23 mètres de profondeur.

## Référence
- (it) Cet article est partiellement ou en totalité issu de l’article de Wikipédia en italien intitulé « Isola Argentarola » (voir la liste des auteurs).